# Distrikt Locumba
Der Distrikt Locumba liegt in der Provinz Jorge Basadre in der Region Tacna im äußersten Südwesten von Peru. Der Distrikt hat eine Fläche von 968,99 km² (nach anderen Quellen 846 km²). Beim Zensus 2017 wurden 2256 Einwohner gezählt. Im Jahr 1993 lag die Einwohnerzahl bei 1378, im Jahr 2007 bei 2159. Die Distrikt- und Provinzverwaltungen befinden sich in der Kleinstadt Locumba. Bei Locumba trifft der Río Cinto auf den Río Locumba, der oberstrom Río Salado heißt. Das 559 m hoch gelegene Locumba hat 1001 Einwohner (Stand 2017) und befindet sich etwa 70 km nordwestlich der Regionshauptstadt Tacna. Das Gebiet ist weitgehend unbewohnt. Neben Locumba gibt es noch die Caserio Pampa Sitana mit 488 Einwohnern und das Anexo Alto Camiara mit 107 Einwohnern.

## Geographische Lage
Der Distrikt Locumba erstreckt sich über das wüstenhafte Küstenhochland im zentralen Teil der Provinz Jorge Basadre. Er reicht im Norden bis an die Ausläufer der peruanischen Westkordillere. Im Süden verläuft die Distriktgrenze entlang der Nationalstraße 1S (Panamericana, Abschnitt zwischen den Städten Moquegua und Tacna). Der Distrikt hat eine Längsausdehnung in SSW-NNO-Richtung von etwa 32 km sowie eine Breite von etwa 26 km. Der Distrikt Locumba grenzt im Süden an den Distrikt Ite, im Westen an den Distrikt Moquegua (Provinz Mariscal Nieto, Region Moquegua), im Norden an den Distrikt Ilabaya sowie im Osten an den Distrikt Inclán (Provinz Tacna).